# Élection gouvernorale de 1994 dans le Wyoming
L'élection du gouverneur du Wyoming de 1994 se déroule le 8 novembre 1994 dans l'État américain du Wyoming.
Le gouverneur sortant, Mike Sullivan (en), ne peut pas se présenter pour un troisième mandat de gouverneur du Wyoming. Le sénateur d'État républicain Jim Geringer bat la secrétaire d'État du Wyoming (en) démocrate Kathy Karpan.
Tous les comtés, sauf celui de Sweetwater dans le Sud-Ouest de l'État, votent majoritairement pour le candidat républicain.